# Extra Ordinary
Extra Ordinary és una pel·lícula de comèdia de terror del 2019 escrita i dirigida per Mike Ahern i Enda Loughman. La pel·lícula és protagonitzada per Maeve Higgins, Barry Ward, Will Forte, Claudia O'Doherty, Jamie Beamish, Terri Chandler, Risteárd Cooper i Emma Coleman. La pel·lícula es va estrenar a Irlanda i al Regne Unit el 13 de setembre de 2019 per Wildcard Distribution. Es va estrenar als Estats Units el 6 de març de 2020 per Cranked Up Films. Va tenir una bona acollida per la crítica, amb una aprovació gairebé universal.

## Argument
Durant la infància, Rose Dooley va utilitzar els seus poderosos 'talents' per ajudar el seu pare, el famós expert en paranormal Vincent Dooley, a enviar esperits rebels al més enllà. Després que un intent provoqui la mort del seu pare, Rose defuig els seus talents, ignorant els petits obsequis i les peticions d'ajuda que segueix rebent a l'edat adulta.
Rose treballa com a instructora de conducció i al final d'una lliçó agradable per a Martin Martin, li demana ajuda amb l'esperit de la seva dona, Bonnie, que s'ha convertit en físicament abusiva. Rose és simpàtica però no vol ajudar. Mentrestant, el músic de rock Christian Winter té la intenció de sacrificar a una dona verge en un ritual satànic per recuperar la seva popularitat, però la seva dona desinteressada Claudia interromp el ritual, matant la seva víctima i forçant Christian a trobar-ne una altra abans de la propera Lluna de sang.
Intrigada per Martin, la Rose el porta a una botiga on treballa la seva filla Sarah i l'escolta parlant amb afecte d'ella. L'eina de recerca de verges de Christian el porta a la mateixa botiga; aquella nit fa servir un encanteri que fa que Sarah suri en un son profund. Cridada per Martin, Rose reconeix l'encanteri i adverteix que no desperti la Sarah que podria explotar. La Rose utilitza un encanteri de retenció perquè la Sarah no se senti atreta pel lloc del ritual del sacrifici. En veure que Martin interactua amb l'esperit de la Bonnie, Rose s'adona que pot comunicar-se amb fantasmes i que junts poden realitzar exorcismes i recollir l'ectoplasma (paranormal) necessari per trencar l'encanteri de la Sarah.
La Rose i en Martin responen a una petició d'ajuda i exorcitzen un esperit d'un paper d'escombraries utilitzant Martin com a host per a l'esperit; Quan Rose ordena amb èxit a l'esperit que es mogui del seu món, Martin expulsa l'ectoplasma de la seva boca a un pot proporcionat. Christian n'és testimoni i s'enfada per la seva interferència. Contracta a la Rose per a una lliçó de conducció per tal de recollir material per a un altre encanteri, encara que la seva fòbia a la conducció es reforça encara més. La Rose mira una de les cintes de vídeo del seu pare i recorda l'incident que va provocar la seva mort. Ella informa a Martin d'això i de la seva por que també pugui ser assassinat, però Martin està decidit a salvar la Sarah i convenç a Rose de continuar.
Rose i Martin recullen l'ectoplasma de diversos fantasmes addicionals. Amb poc temps abans de la lluna de sang, es veuen obligats a enfrontar-se al fantasma de Bonnie, amb el suport de la germana de Rose, Sailor, molt embarassada i la seva cita Brian. Bonnie posseeix Martin i la Rose li ordena que se'n vagi, però Christian realitza un encanteri que debilita a Rose i trenca l'encanteri de retenció de Sarah. Tot i expulsar l'ectoplasma, el fantasma furiós de la Bonnie continua compartint el cos de Martin. El cos de Sarah sura; conduint a la seva recerca, decideixen seguir una garsa que ha estat vigilant per la Rose. La garsa els condueix al cos de Sarah, que Christian i Claudia escolten en un altre cotxe. En adonar-se que Christian està darrere del ritual, Martin intenta aturar el seu cotxe però perd un dit en el procés.
Al castell de Christian, Christian mata la Clàudia per continuar interrompent els seus conjurs, i després es prepara per sacrificar la Sarah. Rose, Martin, Sailor i Brian arriben mentre Sarah és xuclada per un enorme pou que s'obre al pis de Christian; Christian també fereix mortalment la garsa. Tanmateix, la fossa expulsa la Sarah, viva i conscient; el dimoni Astaroth s'aixeca de la fossa i renya Christian per no portar-li una verge, com tothom creia que era Sarah. Astaroth decideix prendre Rose, una verge real, en lloc de Sarah; Mentre l'arrosseguen lentament cap al pou, convenç a Martin de tenir sexe amb ella. Mentre ho fan, Sailor entra en part, Brian l'ajuda a donar a llum al seu nadó i Sarah llença a Christian a la fossa, que es tanca (agafant Astaroth) mentre Rose i Martin arriben al clímax. La Bonnie li diu a la Rose que tracti bé a Martin i Sarah, i després abandona el cos d'en Martin. Aleshores, Martin es deixa ser un recipient per a la garsa moribunda, que es revela que està posseïda per Vincent. Perdona l'accident a Rose i dóna la benvinguda al fill de Sailor, a qui anomena Vincent, abans de seguir endavant.
Tres mesos després, Rose i Martin han iniciat un negoci d'investigacions i serveis paranormals. Martin es declara a Rose, qui, sorprès, respon amb un alegre "No!"

## Repartiment
- Maeve Higgins com a Rose Dooley
- Barry Ward com a Martin Martin
- Will Forte com a Christian Winter
- Claudia O'Doherty com a Claudia Winter
- Jamie Beamish com a Brian Welsh
- Terri Chandler com a Sailor Dooley
- Risteárd Cooper com a Vincent Dooley
- Emma Coleman com Sarah Martin
- Carrie Crowley com a Marion Mularkey
- Mary McEvoy com a Janet
- Agath Ellis com a Young Rose
- Valerie O'Connor com Angela
- Siobhán McSweeney com a Boring Noreen
- Eamon Morrissey com el Sr. Daly
- Alison Spittle com a Alison
- Jed Murray com Astaroth el dimoni

## Alliberament
La pel·lícula es va estrenar a South by Southwest el 10 de març de 2019. La pel·lícula es va estrenar a Irlanda i al Regne Unit el 13 de setembre de 2019 per Wildcard Distribution. La pel·lícula es va estrenar a la Estats Units el 6 de març de 2020 per Cranked Up Films.

## Recepció
A Rotten Tomatoes, la pel·lícula té una puntuació d'aprovació del 98% basada en 94 ressenyes, amb una valoració mitjana de 7.5/10. El consens del lloc diu: "Un híbrid de terror/rom-com que d'alguna manera aconsegueix barrejar els seus ingredients sense perdre el seu sabor, Extra Ordinary està més que a l'altura del seu títol." A Metacritic la pel·lícula té una puntuació mitjana ponderada de 72 sobre 100 basada en ressenyes de 13 crítics, que indica "crítiques generalment favorables".
Dennis Harvey de Variety va escriure: "Extra Ordinary és una mena de Ghostbusters acollidor que és sempre divertit en un ambient agradablement desagradable".
Donald Clarke, de The Irish Times, va donar a la pel·lícula un 3 sobre 5 i va elogiar Higgins per la seva actuació, però va suggerir que la pel·lícula podria estar exagerada.
Chris Wasser de The Irish Independent va donar a la pel·lícula un 3 sobre 5 i va dir que era "tan boja a la pantalla com al paper", però "finalment s'estén més enllà del punt de ruptura, amb totes les trets distintius d'un esquetx de comèdia surrealista que es va descontrolar." Gareth O'Connor de Movies.ie va donar la pel·lícula una puntuació de 3,5 sobre 5. Stacy Grouden d’Entertainment.ie va donar a la pel·lícula una puntuació de 4 sobre 5.

## Premis
Va rebre el Premi Panorama Fantàstic al LII Festival Internacional de Cinema Fantàstic de Catalunya.

## Videojoc promocional
Airdorf Games, que prèviament havia crear un videojoc promocional per a la pel·lícula de terror del 2019 The Wind, created a browser game based on Extra Ordinary. El joc és una col·lecció de minijocs que segueix lliurement la trama de la pel·lícula i, tot i que breu, va tenir una acollida positiva.

## Referènces
1. ↑  Clark Collis (2019-03-05). «Will Forte summons supernatural forces in trailer for SXSW comedy Extra Ordinary». Entertainment Weekly.
2. ↑  «Extra Ordinary trailer: Will Forte stars in this silly Irish horror comedy».   TheDigitalFix.com, 15-07-2019. [Consulta: 21 agost 2019].
3. ↑  «Extra Ordinary (2019)». Rotten Tomatoes.  Fandango. [Consulta: 21 gener 2022].
4. ↑  «Extra Ordinary». Metacritic. [Consulta: 16 maig 2020].
5. ↑  Dennis Harvey. «Film Review: 'Extra Ordinary'». Variety, 16-03-2019.
6. ↑  Donald Clarke «Extra Ordinary: The film's most valuable asset is Maeve Higgins». , 13-09-2019.
7. ↑  Chris Wasser. «Extra Ordinary review: Maeve Higgins is the beating heart of this quirky and amiable caper». Independent.ie, 13-09-2019. Arxivat de l'original el 2019-09-13.
8. ↑  O'Connor, Gareth. «Extra Ordinary - Movie Review». Movies.ie, 12-09-2019. [Consulta: 10 octubre 2019].
9. ↑  Grouden, Stacy. «Movie Review: 'Extra Ordinary'». Entertainment.ie. [Consulta: 10 octubre 2019].
10. ↑  La producción vasca ‘El Hoyo’ gana el Festival de Sitges, La Vanguardia, 12 d'octubre de 2019
11. ↑  «The Wind». [Consulta: 9 juliol 2019].
12. ↑  «Extra Ordinary». [Consulta: 4 març 2020].
13. ↑   «Extra Ordinary — a horror-comedy, now with its own little game». Big Boss Battle, 25-02-2020.
14. ↑   «Extra Ordinary Is Ultra-Retro Goodness From The Creator Of Faith». Dread XP, 20-02-2020.